# Distretto di Buikwe
Il distretto di Buikwe è un distretto dell'Uganda, situato nella Regione centrale.